# Alfred Weidenmann
Alfred Weidenmann, född 10 maj 1916 i Stuttgart, Württemberg, död 9 juni 2000 i Zürich, Schweiz, var en tysk filmregissör.

## Regi i urval
- 1944 – Junge Adler
- 1954 – Spionchefen Canaris
- 1956 – Jaktflygaren
- 1956 – Kitty i stora världen
- 1958 – Scampolo
- 1959 – Buddenbrooks – en familjs ära och förfall
- 1963 – Heta förbindelser
- 1964 – Verdammt zur Sünde
- 1970 – Glädjehuset Oskulden (även manus)
- 1977–1999 – Den gamle deckarräven (TV-serie)